# Micrelaps vaillanti
Espèce
Synonymes
- Elaposchema vaillanti Mocquard, 1888
- Micrelaps boettgeri Boulenger, 1896
- Rhinocalamus meleagris Sternfeld, 1908

Micrelaps vaillanti est une espèce de serpents de la famille des Lamprophiidae. 

## Répartition
Cette espèce se rencontre dans l'Est du Soudan, dans l'Est de l'Éthiopie, en Somalie, en Ouganda, au Kenya et dans le Nord de la Tanzanie.

## Description
C'est un serpent venimeux.

## Étymologie
Cette espèce est nommée en l'honneur de Léon Vaillant.

## Taxinomie
L'espèce Micrelaps boettgeri a été placé en synonymie avec Micrelaps vaillanti par Rasmussen en 2002.

## Publication originale
- Mocquard, 1888 : Sur une collection de reptiles et de batraciens rapportés des pays somalis et de Zanzibar par M. G. Révoil. Mémoires Publies par la Société Philomathique à l’occasion du Centenaire de sa fondation 1788—1888, Paris, p. 109-134.